# اهرنشوپ
اهرنشوپ (به آلمانی: Ahrenshoop) یک شهر در آلمان است که در مکلنبورگ-فورپومرن واقع شده‌است.

## خصوصیات
اهرنشوپ ۵٫۲۴ کیلومترمربع مساحت دارد ۳ متر بالاتر از سطح دریا واقع شده‌است.